# Nappeun nyeoseokdeul: The Movie
Nappeun nyeoseokdeul: The Movie (나쁜 녀석들: 더 무비?, Nappeun nyeoseokdeul: deo mubiLR; lett. "Tipi cattivi: Il film"), noto anche con il titolo internazionale in lingua inglese The Bad Guys: Reign of Chaos, è un film del 2019 diretto da Son Yong-Ho.

## Trama
L'evasione di un pericoloso gruppo di criminali costringe la polizia a utilizzare una tecnica "fuori dagli schemi": reclutare a sua volta un gruppo di criminali per catturare velocemente i malfattori.

## Distribuzione
In Corea del Sud, la pellicola è stata distribuita a partire dall'11 settembre 2019 da CJ Entertainment.